# Pattinaggio artistico a rotelle ai Giochi mondiali 2022 - Danza
La gara della danza ai Giochi mondiali 2022 si è svolta dal 16 al 17 luglio 2022 a Birmingham.

## Risultati
| Pos | Atleta                                    | Nazione     | Style dance | Free dance | Totale |
| --- | ----------------------------------------- | ----------- | ----------- | ---------- | ------ |
| 1   | Ana Luisa Monteiro Pedro Monteiro         | Portogallo  | 55.2        | 0 83.54    | 138.76 |
| 2   | Asya Sofia Testoni Giovanni Piccolantonio | Italia      | 54.18       | 84.55      | 138.73 |
| 3   | Brayan Carreno Daniela Gerena             | Colombia    | 46.30       | 60.38      | 106.68 |
| 4   | Madison Marie Kellis Raphael Amador       | Stati Uniti | 38.40       | 54.02      | 92.42  |